# Filip I. Druget
Filip I. Druget (maďarsky Drugetha Fülöp, 1288 – 1327) byl uherský šlechtic a palatin z rodu Drugetů.

## Život
V roce 1307 se uherským králem stal Karel Robert z Anjou. Spolu s novým panovníkem přichází do Uher více šlechticů a rytířů, mezi nimi i Filip I. Druget. Po bitvě u Rozhanovců v roce 1312, když panovníkova vojska pod vedením Filipa I. Drugeta a Petra Peteně porazila vojska domácí šlechty vedené Matúšem Čákem Trenčanským se Filip ujal významných funkcí po Omodejích.
V roce 1316 byl jmenován županem Spišské župy se sídlem na Spišském hradě a současně byl županem abovské stolice. V roce 1317 se proti králi postavil někdejší jeho přívrženec Peter Peteň. Úkolem vyjednavače král pověřil Filipa. Vyjednávání však nepřinesla pozitivní výsledek a boj proti králi vyvrcholil v květnu v bitvě u Bačkova, ve kterém zvítězila královská vojska. Král zrádce trestal, ale věrné odměňoval. Mezi ně patřil především Filip I. Druget. V následujícím roce 1317 získal od krále Karla Roberta další majetky, jak to udává i královská donační listina:
"Karel, král Uherska, Petra, syna Peteně, kterého jeho samého blízko u Pataky, když byl nemocen, chtěl zabít, též v Temešváru zdržujícího se snažil se mu sáhnout na život, zbavil všech hradů a majetků, které patří k Zemplínu k zásekům, a za Veke se nacházejícími, tyto majetky Filipovi, který pochází z Apulie, županovi ze Spiše a Ujváru, konkrétně hrad Zemplín s příslušenstvím, Jasenov, Ptičie, Kamenec, Snina, Turňa nad Bodvou, Zaktson, Zubné, Vadna, Papfalva, Tamkafalva, Jankovce, Hankovce, Ohradzany, Slovenská Kajňa, Kepla, Luka a Halatskafalva a v jejich hranicích a se vším co k nim patří, které Peter, syn Peteně užíval, daroval."
Touto donací získal Filip I. Druget od krále Karla hrady Zemplín a Jasenov, s nimi vesnici Humenné s dalšími 20 vesnicemi v Zemplínské župě. Získal i hrady v Ľubovni, Plavci, Brekově a Trebišově. V roce 1319 se stal palatinem Uherska a soudcem Kumánů. O jeho jmenování palatinem se dozvídáme z donačního spisu. V letech 1322-1326 byl jmenován královským pokladníkem. Ve stejných letech byl i gemerským županem.
V roce 1323 se o Filipovi dozvídáme, že ve jménu krále žádá od Zemplínské stolice, "aby znovu vyžadovaly desátky z vína, plodů, ovcí, prasat a hříbat a také poplatky pro jágerskou církev a aby je předala určeným: biskupovi a kapitule. Dáno na hradišti Vyšehrad.
V roce 1324 v listině uherského krále Karla I. uvádí Filip I. už s titulem baron - "Magnificat baronibus Palatino". Za své věrné služby králi získal velké majetky, společenské postavení a velkou přízeň krále. Jeho velkými zásluhami se později generace rodiny velmi pyšnily a na ně odvolávaly. Filip zemřel v roce 1327 a protože neměl mužského potomka, celý jeho majetek zdědil jeho bratr Jan I. Druget. Měl jedinou dceru Kláru, která se provdala za Ákose Mikosfiho.